# Светлана (бронепалубен крайцер, 1896)
„Светлана“ (на руски: Светлана) е бронепалубен крайцер на Руския императорски флот, потопен в Цушимското сражение. При потапянето му загиват 167 моряка.

## Проектиране
През лятото на 1894 г. Морският технически комитет обявява конкурс за проектиране и построяване на нов крайцер. След изучаване на предложенията, комитетът се спира на проекта на френската компания Forges et Chantiers de la Méditerranée от Хавър, предложила проект за кораб, напомнящ на френския крайцер „Фриан“.

## Строителство
Крайцерът е заложен на 28 юни 1895 г. в Хавър, (Франция), като яхта на великия княз Алексей Александрович, глава на морското ведомство по това време. Спуснат е на вода през декември 1896 г. На 21 март 1898 г. крайцерът влиза в строй.

## Конструкция
Крайцерът има нормална водоизместимост от 3908 t, дължина 110 m по водолинията, ширина 13 m, газене 5,7 m. Двойно дъно има на 56% от дължината на корпуса, под машинното и котелните отделения, и има дебелина на листовете 6 mm. Корпусът е разделен на единадесет основни отсека. В подводната част стоманеният корпус е обшит с тикова дървесина с дебелина от 80 до 150 mm и червена мед, дебела 0,8 mm (2,0 mm при клюзовете). Според френския проект проектният екипаж трябва да съставлява 270 души, което смятат за недостатъчно. Корабът има щат на екипажа петнадесет офицера, и шест кондуктора, 302 нисши чинове и матроси, във военно време екипажът е увеличен до 388 души, по принцип броят на коечните хамаци и помещенията на крайцара позволяват разместяването на борда до 400 души екипаж. Най-близки по конструкция са строените за френския флот бронепалубни крайцери тип „Декарт“ (явяващи се развитие на типа „Фриан“).

### Въоръжение
Корабът е въоръжен с шест 152-mm оръдия „Кане“ в единични установки – по едно оръдие на бака и юта, две са разположени в носови спонсони и две в кърмови. Оръдията могат да поразяват цели на далечина до 11 100 метра, боекомплектът съставлява 810 изстрела (135 снаряда на ствол). Десет 47-mm скорострелни оръдия, с боезапас 6000 изстрела. Крайцерът също носи четири 381-mm торпедни апарата, два траверсни и по един в краищата, с общ боезапас от десет торпеда.

### Брониране
Карапасната (черупковидна) бронирана палуба е главната защита на крайцера. Хоризонталният участък от палубата има дебелина 25 mm, скосовете спускащи се към бордовете са дебели 25 mm, гласисите на машинните отделения имат дебелина 120 mm и височина 300 mm. Също палубата се спуска към носа и кърмата на крайцера. Бойната рубка има дебелина на стените 100 mm, а на покрива – 25 mm. Щитовете на оръдията на главния калибър са дебели 25 mm.

### Силова установка
Осемнадесет котли „Белвил“ с работно налягане 17 atm се разполагат в три котелни отделения (шест огнярски пещи); всяко отделение има свой комин. Площта на нагревателната повърхност на котлите се равнява на 2418 m², пълната площ на решетките на огнищата е 80,7 m². Нормалният запас котелна вода съставлява 20 t, циркулацията в котлите се осъществява с 12 парни помпи „Белвил“. Вентилацията на огнярските пещи се осъществява с дефлектори с диаметър 700 mm.
На кораба има две вертикални четирицилиндрови (по два цилиндра ниско налягане) парни машини с тройно разширение и сумарна мощност от 8500 к.с. при честота на въртене на машините от 128 rpm; налягането на парата, подавана в машините се равнява на 12 atm. Ходът на буталата е 0,78 m. Диаметрите на цилиндрите високо, средно и ниско налягане са 0,92, 1,36 и 1,42 m. Икономичната скорост е 11,5 възела.

## История на службата
Крайцерът участва в Руско-японската война 1904 – 1905.
Влиза в състава на 2-ра Тихоокеанска ескадра. В Цушимското сражение, на 14 май 1905 г., корабът получава тежки повреди, На 15 май потъва в бой с японските крайцери „Отова“ и „Ниитака“. В боя „Светлана“ изразходва всичките си боеприпаси и японците разстрелват беззащитния крайцер от упор. Загиват старшият офицер на кораба капитан 2-ри ранг А. А. Зуров, командирът – капитан 1-ви ранг С. П. Шеин и и отец Фьодор (Хандалеев) – йеромонах, корабният свещеник на крайцера, които през цялото време се намират на мостика.
Към 11:00 ч. крайцерът с голям диферент към носа ляга на левия борд така, че горната палуба започва да влиза под водата. В такова положение, със свалени стенгове и заден комин, но с издигнат кърмови флаг, „Светлана“ в 11 ч. и 08 мин. в точка с координати 37°с.ш. и 129°50' и.д. потъва на дълбочина 600 m. Потъват и умират от раните си в плен 167 моряка.
В чест на кораба, загинал в Цушимското сражение, е наречен крайцер, заложен на 11.11.1913 г. от Руско-Балтийския вагонен завод.

## Командири
- 06.12.1895 – 1899.29.11. – Абаза, А. М.
- 29.11.1899 – 1903.06.04. – Нилов, Константин Дмитриевич
- 06.04.1903 – 1905.15.05. – Шеин, С. П.

Старши офицер на „Светлана“ през 1895 г. е С. А. Воеводский (морски министър на Русия в периода 1909 – 1911 г.).

## Офицерски състав през 1905 г.
- Командир: капитан 1-ви ранг Шеин, Сергей Павлович (загива)
- Старши офицер: капитан 2-ри ранг Зуров, Алексей Александрович (загива)
- Ревизор: лейтенант Сонцов, Пьотр Павлович
- Минен офицер: лейтенант Воронец, Лев Василиевич (загива)
- Старши артилерийски офицер: лейтенант Барков, Дмитрий Григориевич (переведен 21.09.1904 с ЕБР „Наварин“)
- Младши артилерийски офицер: лейтенант Армфелт, Константин Аксел Рафаел Александрович
- Старши щурмански офицер: лейтенант Дяконов, Владимир Владимирович (умира от раните си в Сасебо)
- Младши щурмански офицер: мичман граф Г. М. Нирод (загива)
- Вахтен началник, командир на кърмовата група оръдия: лейтенант А. Е. Арцибашев (загива)
- Вахтен началник: лейтенант А. В. Вырубов
- Вахтен началник: мичман (от 06.12.1904 лейтенант) Д. П. Толстой (загива)
- Вахтен офицер: мичман В. Е. Картавцев
- Вахтен офицер: прапоршчик по морската част Н. Д. Свербеев (загива)
- Старши корабен механик: подполковник КИМ А. П. Петров
- Помощник на старшия корабен механик, трюмен механик: щабскапитан КИМ И. И. Деркаченко
- Младши корабен механик: поручик КИМ Г. М. Хоментовский
- Младши корабен механик: поручик КИМ С. Р. Невяровский
- Младши корабен механик: прапоршчик по механичната част М. И. Агатиев (загива)
- Младши корабен механик: прапоршчик по механичната част Д. Ф. Михайлов
- Корабен лекар: колежански съветник Н. И. Карлов
- Корабен свещеник: йеромонах о. Федор (Хандалеев) (загива)

## Служили на кораба
- Степан Воеводский – старши офицер през 1895 г.
- Дмитрий Чучугин – помощник на старшия инженер-механик, в периода 1897 – 1898 г.